# فيكتور هراري
مموِّل مصري يهودي سفاردي اسمه (سير) فيكتور. جاء والده إلى مصر في الثلاثينيات من القرن التاسع عشر قادماً من بيروت. وقد أكمل هراري دراسته في إنجلترا وفرنسا، ثم عمل موظفاً في وزارة المالية المصرية وأصبح مدير الحسابات المركزية ثم مدير الخزانة، كما كان مندوب الحكومة المصرية في لجنة إصلاح ميزانية الأوقاف. وفي عام 1905، بدأ نشاطه الخاص وأصبح مُمثِّلاً للمالي البريطاني اليهودي سير إرنست كاسل، وترأَّس عدداً من الشركات التي أُقيمت بالتعاون بين كاسل ومجموعة  قطاوي ـ سوارس ـ منَسَّى ـ رولو، وانتخب عام 1929 عضواً بمجلس إدارة البنك الأهلي المصري. وحصل على لقب سـير عام 1928 تقديراً للخدمـات التي قدَّمها للحكومة البريطانية.